# ツクモノツキ
『ツクモノツキ』は、Sugar Potより2012年2月24日に発売された18禁恋愛アドベンチャーゲームである。

## ストーリー
（出典：）
大羽慶太は、8年前に妹の摩耶と2人で羽ヶ崎（はがさき）市(作中の主人公の坂が多い街という独白や、作中に登場する駅舎のモデルは長崎駅のものであり、またグラバー通りなども登場することから、モデルは長崎市と推測できる）へやってきた。直後に事故に遭ってそれまでの記憶を失ってしまったものの、これまで平穏に暮らしてきた。しかしある日、摩耶に連れられて火廻（ひめぐり）村を訪ね、時折夢に登場していた「白い女の子」・ツクモと突然出会う。慶太を「おにいちゃん」と慕って家に転がり込んできたツクモと共に、慶太の不思議でにぎやかな毎日が始まる。

## 登場人物
（出典：）

### 主人公
大羽 慶太（おおば けいた）
本作品の主人公。青葉学園2年。両親はおらず、妹の摩耶とアパート「あかぎ荘」で2人暮らし。性格は真面目で、たった1人の家族である摩耶のことを大切に思っている。放課後にファミレス「CuCu」でバイトして生活費を稼いでいる。
麻香や摩耶の支えもあってこれまで平穏に暮らしてきた。しかし突然ツクモと同居して暮らす事になり、新しいにぎやかな生活に戸惑っている。

### ヒロイン
大羽 摩耶（おおば まや）
声 - 宮沢ゆあな
1月1日生まれ / O型 / 身長148cm B80/W56/H82
学園1年。慶太の義妹。病弱な体質で人見知りで引っ込み思案。共に暮らす兄を真っ直ぐ慕い、家では食事などの家事を担当している。バイトで家計を支える慶太に負い目を感じていて、始終「ごめん」と謝っている。ツクモを大切に思い、何かと世話してフォローしている。
ツクモ
声 - 青葉りんご
誕生日不明 / B型 / T149 B78/W56/H81
慶太が火廻村で突然出会った不思議な少女。慶太を「おにいちゃん」と呼んで懐き、そのままあかぎ荘まで付いてきてしまい、同居することになった。無表情でマイペースで、一般常識に疎い。必要最低限しかしゃべらないため、生い立ちや家族などは謎。いつも古ぼけたウサギのぬいぐるみを抱えている。雪菜と共に青葉学園へ編入し、摩耶と同級の1年生となる。
北条 茜（ほうじょう あかね）
声 - 上田朱音
10月10日 / A型 / T162 B90/W57/H88
学園2年。慶太の幼馴染みで同級生。明るく元気な剣道少女で、始終竹刀を持ち歩いては慶太をポンポン叩いている。言動が真っ直ぐストレートだが失言も多い。時折あかぎ荘へ様子を見に来るなど、慶太や摩耶にいろいろお節介を焼いている。霊感体質で怖いものが苦手で、ツクモには無気味なものを感じて警戒している。
鷲見 雪菜（わしみ ゆきな）
声 - 藤森ゆき奈
2月3日 / B型 / T158 B88/W56/H86
火廻村にある神社の巫女で、村では「生き神様」と崇められている。様々な能力を持っているらしく、ミステリアスな雰囲気を漂わせる。羽ヶ崎から電車で1時間余りの火廻村で生まれ育ち、考え方は古風で世間知らず。ツクモを追って羽ヶ崎へやって来て、あかぎ荘へ居を移し、青葉学園2年へ編入して慶太の同級生となる。慶太を信頼しているものの、男性に免疫が無いため時に暴走してしまう。

### サブキャラクター
塚本 麻香（つかもと あさか）
声 - 早瀬ゃょぃ
慶太の従姉。慶太のバイト先のファミレス「CuCu」の店長。のんびりマイペースで、会話も話が飛んでしまって掴みづらい。幼い頃に親戚中をたらい回しにされていた慶太と摩耶を、最後に引き取って育て、独立後も2人をいろいろ気にかけている。スクーターを所有しており、通勤に利用しているがよく壊れる。
大家さん
声 - 鈴音華月
慶太と摩耶が住むアパート「あかぎ荘」の大家。おっとりおだやかな性格。数年前に夫を亡くし、女手一つで娘の雛子を育てている。
雛子（ひなこ）
声 - 雪村とあ
大家さんの愛娘。人見知りで、すぐに母親の後ろに隠れてしまう。ツクモと仲が良い。

## スタッフ
- 企画：Sugar Pot、尾之上咲太、月嶋ゆうこ
- シナリオ：尾之上咲太
- キャラクターデザイン・原画：月嶋ゆうこ、成瀬守、オダワラハコネ
- SDキャラクターデザイン・原画：結城葵
- 背景：秋久、キューンプラント
- BGM：ハーモンド（gion-shoja）、MASAMU（gion-shoja）
- ディレクター：紅葉みさき
- エグゼクティブプロデューサー：チュウ

## 主題歌
オープニングテーマ「ツクモノツキ」
作詞 - 山下慎一狼 / 作曲・編曲 - 新井健史 / ギター - 寺前甲（Demetori） / 歌 - nao
エンディングテーマ「絆星」
作詞 - 小田ユウ / 作曲・編曲 - ハーモンド / 歌 - 宮沢ゆあな & 藤森ゆき奈